# Maison de la Radio
La Maison de la Radio (Dům rozhlasu) je budova v Paříži v 16. obvodu na Avenue du Président Kennedy na pravém břehu Seiny. Jejím autorem je architekt Henry Bernard (1912–1994) a od roku 1975 zde sídlí francouzský veřejnoprávní rozhlas Radio France.

## Historie
O stavbě budovy pro rozhlasové a televizní vysílání bylo rozhodnuto v 50. letech 20. století. Stát získal v roce 1952 pozemky v 16. obvodu podél Seiny, kde se dříve nacházela plynárna, zbořená v roce 1928 a později stadion. Stavbu oficiálně otevřel 14. prosince 1963 tehdejší francouzský prezident Charles de Gaulle a jeho ministr kultury André Malraux. Důvod pro vznik budovy byla snaha sjednotit pod jednu střechu do té doby po celé Paříži roztroušené státní rozhlasové a televizní studia. Proto zde původně sídlila i televize. Teprve od 1. ledna 1975 slouží pouze Radio France. Nicméně dodnes jsou zde využívána televizní studia.

## Architektura a využití
La Maison de la Radio se skládá z 500 metrů dlouhé okrouhlé budovy, která obklopuje centrální budovu se 68 metrů vysokou věží. Tento výrazný půdorys inspiroval starší logo Radio France. Budova se stala vzorem pro podobné stavby v Evropě, například stanice ORF v Rakousku z let 1968–1972. Důraz v uspořádání stavby byl kladen na praktičnost. Proto jsou studia umístěna blíže do centra areálu, aby byla lépe chráněna před hlukem okolního města. V hranaté věži, která měla být původně vysoká 100 metrů, ale byla s ohledem na městskou zástavbu snížena, se nachází archiv. Kromě ředitelství rozhlasu a studií několika svých stanic, zde sídlilo i muzeum věnované rozhlasu, televizi a technologiím záznamu zvuku (uzavřené kvůli rekonstrukci v roce 2007). Je zde rovněž koncertní sál, který nese jméno francouzského skladatele Oliviera Messiaena.
Budova má rozlohu 100 000 m2 a je vytápěna geotermální energií pomocí 600 metrů hlubokého vrtu. Čerpaná voda má teplotu 27 °C a je nejprve rozváděna do otopného systému. Poté slouží ještě k ohřevu klimatizace ve velkých rozhlasových a televizních studiích. Teprve po jejím ochlazení na 7 °C je vypuštěna do veřejné kanalizace. Stavba je rovněž jednou z několika pařížských budov, které mají protiatomový kryt, obdobně jako Elysejský palác.